# Bradley Dack
Bradley Paul Dack (Greenwich, 31 dicembre 1993) è un calciatore inglese, centrocampista del Gillingham.

## Carriera
Ha giocato nella seconda divisione inglese.

## Palmarès

### Club

#### Competizioni nazionali
- Campionato inglese di quarta divisione: 1

Gillingham: 2012-2013

### Individuale
- League One Player of the Year: 2

2015-2016, 2017-2018